# 劉雨成
劉雨成（1925年—1995年5月18日），江蘇銅山人，中華民國陸軍少將，擔任陸軍101兩棲偵察營營長並駐守金門二十餘年，有「金門海龍王」之稱。

## 生平
劉雨成於抗日戰爭時投筆從戎。1954年，蔣經國指示駐守金門的「反共救國軍海上突擊隊」更名為「成功特種蛙人隊」，簡稱「成功隊」，劉雨成受命為隊長。1973年，陸軍101兩棲偵察營成立，代號「海龍蛙兵」，由劉雨成擔任首任營長。
劉雨成駐守金門二十餘年，帶領部隊執行滲透對岸、偵察突擊和情報蒐集任務，獲頒勛章20餘座，多次膺選國軍英雄、克難英雄，但因為受限學歷而一直擔任上校營長。劉雨成臨退役前夕，時任參謀總長郝柏村破例同意讓他占用陸軍步兵第二八四師副師長缺晉升少將，成為中華民國陸軍首位少將營長，並在同一天屆齡退伍。退伍之後，劉轉任金門縣漁會總幹事，並成立海龍聯誼會作為兩棲偵察營退役人員組織。
1995年5月18日，劉雨成逝世，其骨灰海葬於作為海龍蛙兵訓練基地的料羅灣海域。

## 紀念
位於金門縣金湖鎮溪湖里溪邊村的金溪湖的海龍忠烈祠除了有供奉劉雨成牌位，忠烈祠旁亦設有其銅像。